# 1505 Koranna
1505 Koranna (1939 HH) là một tiểu hành tinh vành đai chính được phát hiện ngày 21 tháng 4 năm 1939 bởi Cyril V. Jackson ở Đài thiên văn Observatory. Nó được đặt theo tên một bộ lạc người Bushmen từ sa mạc Kalahari.